# Rivière de l'Aigle (rivière Désert)
Pour l’article homonyme, voir Aigle (homonymie).
La rivière de l'Aigle est un affluent de la rivière Désert, traversant les municipalités de Cayamant et de Montcerf-Lytton, dans la Municipalité régionale de comté (MRC) de La Vallée-de-la-Gatineau, dans la région administrative de l'Outaouais, au Québec, au Canada.
Dès la seconde moitié du XIXe siècle, la foresterie a été l'activité économique de ce secteur. Au XIXe siècle, la villégiature a été mis en valeur. La surface de la rivière est généralement gelée de la mi-novembre à la mi-avril (sauf dans les zones de courant rapide).

## Géographie

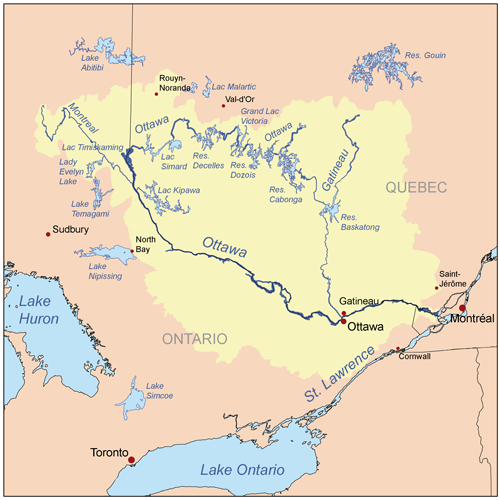
Bassin hydrographique de la rivière des Outaouais.

Le lac de la Mer Bleue (longueur de 5,5 km ; altitude : 208 m), situé dans la municipalité de Cayamant, constitue le principal plan d'eau de tête de la rivière de l'Aigle. Ce lac est situé à 27 km sud-ouest du centre-ville de Maniwaki, à 22 km à l'ouest de la rivière Gatineau, à 9,0 km au nord du hameau Lac-Cayamant et à 10,7 km à l'ouest du lac Blue Sea qui est longé du côté est par le tronçon de chemin de fer du Canadien National.
Le lac de la Mer Bleue comporte plusieurs baies, des pointes/presqu'îles s'avançant dans le lac et de nombreuses îles dont La Grosse Île et les Îles Jumelles. Ce lac reçoit les eaux du :
- côté ouest : la décharge des lac Louis et Lauriault ; ruisseau Rondeau ;
- côté nord : le ruisseau de l'Arche, drainant les lac Roan, Radley et Ellard.

L'embouchure du lac de la Mer Bleue se situe au sud-est du lac. De là, le courant se dirige vers l'est en passant dans un court détroit d'environ 120 m, qui sépare ce dernier lac et le lac Lacroix (qui est en forme de coude, long de 2,8 km). Le hameau Le Grand-Aigle est situé dans la baie au sud du lac ; le hameau Le Petit-Aigle est situé sur la rive est du lac, juste au sud du Petit lac de l'Aigle. Plusieurs autres chalets sont situés dans la zone de l'embouchure du lac de la Mer Bleue.
À partir de la sortie du détroit, le courant traverse vers l'est sur 0,7 km le lac Lacroix, en contournant une presqu'île émergent de la rive sud, jusqu'à l'entrée du détroit reliant le lac de l'Aigle (long de 2,2 km ; altitude : 208 m). Un pont routier enjambe la pointe sud de ce lac.
Parcours de la rivière de l'Aigle, en aval du lac de l'Aigle (segment de 38,2 km)
À partir du lac de l'Aigle, la rivière coule sur :
- 4,7 km vers le sud, en traversant une zone de marais, jusqu'à la rive nord de la baie Charlie (altitude : 205 m) ;
- 1,4 km vers l'est, puis le sud, en traversant la Baie Charlie, jusqu'à la décharge d'un lac sans nom (altitude : 224 m) ;
- 10,3 km (ou 5,5 km en ligne directe) vers l'ouest, en formant de nombreux serpentins, en recueillant quatre ruisseaux et en entrant dans une première zone de marais (longue de 1,5 km), jusqu'au ruisseau Ménard ;
- 3,3 km (ou 1,9 km en ligne directe) vers l'ouest, en formant de nombreux serpentins en traversant des zones de marais, jusqu'à la décharge (altitude : 196 m) du lac à Magloire (altitude : 206 m) et de deux autres lacs sans nom ;
- (1,7 km en ligne directe) vers le nord-ouest en formant quelques serpentins en zone de marais, jusqu'au ruisseau Sand (venant du sud-ouest) ;
- (1,0 km en ligne directe) vers le nord, en formant plusieurs serpentins et zone de marais, jusiqu'au ruisseau Hobblety (venant de l'ouest) ;
- (0,6 km en ligne directe) vers le nord, en formant quelques serpentins en zone de marais, jusqu'à la décharge (venant de l'ouest) d'un lac sans nom ;
- 1,4 km (presque en ligne directe) vers le nord, jusqu'à la décharge (venant de l'est) du lac du Rouge ;
- 1,4 km (ou 0,8 km en ligne directe) vers le nord, formant quelques serpentins en zone de marais, jusqu'à la décharge (venant de l'est) du lac La Swamp Rouge (altitude : 224) ;
- 5,4 km (ou 3,5 km en ligne directe) vers le nord, en traversant une zone de marais, jusqu'au ruisseau Dan (venant de l'ouest) ;
- 2,8 km (ou 1,7 km en ligne directe) vers le nord jusqu'à la décharge du lac Philip (altitude : 241 m) ;
- 4,2 km (ou 2,7 km en ligne directe) vers le nord jusqu'à la rivière au Hibou (altitude : 186 m). Cette dernière rivière s'approvisionne d'un ensemble de plans d'eau, notamment les lacs : David, Pythonga, Moore, Mooney, Carr, Brock et au Hibou.

Parcours de la rivière de l'Aigle en aval de l'embouchure de la rivière du Hibou (segment de 23,2 km)
À partir de l'embouchure de la rivière au Hibou, la rivière de l'Aigle coule sur :
- 5,2 km vers le nord-est, jusqu'à la décharge du lac Hempel ;
- 3,6 km vers le nord-est, en traversant les Rapides Cayon, jusqu'à la décharge (venant du nord-ouest) du lac Twig (altitude : 210 m) ;
- (3,2 km en ligne directe) jusqu'au ruisseau à la Tortue (venant de l'ouest) ;
- (3,5 km en ligne directe) vers le nord-est en formant de nombreux serpentins, jusqu'à la décharge du lac Harding (venant du nord-ouest) ;
- (7,7 km en ligne directe) vers le nord-est, jusqu'à son embouchure qui se déverse dans la rivière Désert à 9,2 km (en ligne directe) au nord-ouest du centre de Maniwaki[2].

## Toponymie
Dans le secteur de cette rivière, le terme aigle fait référence à un petit lac, à deux hameaux et à la rivière. L'aigle est un grand oiseau de proie diurne au bec crochu et aux serres puissantes. Le principal affluent de la rivière à l'Aigle est la rivière au Hibou.
Le toponyme rivière de l'Aigle a été officialisé le 5 décembre 1968 à la Banque des noms de lieux de la Commission de toponymie du Québec.